# Evangeline Florence
Evangeline Florence (Cambridge, Massachusetts, 12 de desembre de 1873 - Kensington, Londres, Regne Unit, 1 de novembre de 1928) fou una soprano de concert estatunidenca.
Fou deixebla d'Edna Hall, a Boston, i de Madame Lehmann, a Londres. Feu la seva presentació en públic el 1892 en un concert celebrat al St. Jame's Hall, amb èxit clamorós. Guanyà un sòlid renom com a soprano de concert, gènere que cultivà quasi exclusivament fins a la seva retirada de l'escena per matrimoni. L'extensió de la seva veu era extraordinari, excedint en tres o quatre notes en el registre agut a la cèlebre Adelina Patti.
A més de la seva faceta interpretativa, Florence participà activament en la Society of Women Musicians, sent la seva presidenta l'any 1926.